# Upplands runinskrifter 1006
Upplands runinskrifter 1006 är en vikingatida runsten i Lejsta, Rasbo socken och Uppsala kommun.
Runstenen står fyra meter sydväst om en rektangulär stensättningen. Den är av ljus grovkornig granit, 1,9 meter hög 1,2 meter bred och 0,5 meter tjock och lutar bakåt. Ristningen vetter åt väster. Runhöjden är 5-7 centimeter.
Stenen bröts av och den övre delen föll av, men den lagades och restes igen på 1920-talet.

## Inskriften
Ristningen är grunt huggen och därigenom svårläst. En del av ristningen saknas också på grund av en skada på stenens övre del. Ristningen är osignerad men det är samma ristare som på stenen U 1007. Den stenen är signerad av Manne.
Translitterering av runraden:
uikterfr auk ' iuruntr · auk · sikbiar[n · litu ·] risa · stain · iftiʀ · suar[t]unk · faþur · sin
Normalisering till runsvenska:
Vigdiarfʀ ok Iorundr ok Sigbiorn letu ræisa stæin æftiʀ Svartung, faður sinn.
Översättning till nusvenska:
Vigdjärv och Jorund och Sigbjörn läto resa stenen till minne av Svartung, sin fader.